# コンパスカメラ
コンパスカメラは
- かつてイギリスに存在したカメラメーカー"Compass Cameras Limited"
- 上記カメラメーカーの製品"Compass Camera"

　である。
カメラメーカーとしてのコンパスカメラはスーパーマリンの創業者として知られるノエル・ペンバートン=ビリング（Noel Pemberton-Billing ）が創業した。

## 製品

### コンパスカメラI
写真乾板もしくはロールフィルムを使用し24×36mm判の小型精密複雑カメラ。使用するロールフィルムはリーダーペーパー40mm幅で6枚撮りの専用。ノエル・ペンバートン・ビリングが1930年頃から設計を始め、1936年5月16日に特許を取得。1937年からルクルト（現ジャガー・ルクルト）が製造し1937年または1938年から1944年頃まで販売された。
シャッターは時計用ゼンマイにより動作するロータリー式。シャッタースピードは1/500秒から4.5秒の22段階。
レンズはスイスの光学会社ケルン（Kern ）が製造した3群4枚テッサー型のCCL3アナスチグマート35mmF3.5。最短撮影距離0.53mまで基線長39mmの距離計に連動し、二段に沈胴する。距離計。絞りは円盤式でD（Dull=曇りの略でF3.5）、O（Overcast=曇りの略でF4.5）、C（Clear=晴れの略でF6.3）、B（Bright=快晴の略でF16）の4段階。ラッテンK1、G、X1フィルターが組み込まれている。レンズキャップは回転式被写界深度目盛りを持ち、閉めるとシャッターロックが掛かる。ファインダーは横向きに切り替えられ、光学式露出計を兼ねている。
レンズを沈胴させた状態ではほぼ30×53×70mmの立方体となり、この中に上述した機能の他パノラマヘッド、ステレオヘッド、水準器も内蔵している。
発売当時コンパスは30ポンドであった。伝統あるスイス時計メーカーの手になるだけに驚異的な出来であるが、小型軽量のボディーに考えうるありとあらゆる機能を詰め込んだような設計で使い良いものではなく、ライカIII型エルマー50mmF3.5が31ポンドであった時代だったので売れず収集対象の珍品となり、またコダック・エクトラと並んで複雑怪奇なカメラとして知られている。

### コンパスカメラII
コンパスカメラIのマイナーチェンジ版で、バックグラスに折畳式フォーカシングルーペを装備した。またレンズがCCL3Bアナスチグマート35mmF3.5に変更されている。